# Nikopol
Nikopol (ukrainska: Ні́кополь uttal (fil); ryska: Никополь) är en stad i Ukraina, vid Dnepr och 110 km sydväst om staden Dnipro. Nikopol har cirka 120 000 invånare och är centrum i ett viktigt manganmalmområde. Andra industrier i staden är maskin- och livsmedelsindustri samt bryggerier.
Nikopol ligger något nedanför det ställe där zaporizjakosackerna hade sitt befästa läger, Zaporizja Sitj, innan det förstördes 1775.
Vid Nikopol bildar floden Dnepr sedan dammbygget år 1956 en stor sjö, Kachovkareservoaren. Den gamla hamnen och salutorget på nedre delen av staden ligger sedan dess under vatten och de vägar som ledde dit, bland annat den sydvästra tillfartsvägen Didykaboulevarden utmed vilken kreatur drevs till marknaden, avslutas idag abrupt i en brant strandbrink som anlades när nedre delen av staden revs i samband med dammbygget.
Vid Nikopol kan man ta sig över floden med färja. På floden Dneprs motsatta, östra strand ligger Enerhodar med Europas största kärnkraftverk, Zaporizjzjas kärnkraftverk, som tillgodoser över 20 % av Ukrainas elbehov.